# Невеличка драма
«Невеличка драма» — роман українського письменника Валер'яна Підмогильного, опублікований 1930 року.

## Історія публікації
«Невеличка драма», за визначенням автора, є «романом на одну частину». Його написання було завершено 1929 року. У неопублікованій передмові до окремого видання, яке так і не вийшло за життя автора, зазначено, що твір писався протягом року, але задум роману виник близько 1926 року. Твір було вперше надруковано в журналі «Життя й революція» за 1930 рік у числах № 3-6. Цей журнал згодом був заборонений та вилучений з бібліотек УРСР і тепер є бібліографічним раритетом.
На думку Володимира Мельника, гострота соціальних та моральних проблем роману були очевидною перепоною до окремого видання в тогочасній Україні. В архівах збереглися матеріали про те, що Підмогильний таки бажав видати роман окремою книжкою. Переїхавши до Харкова, він почав працювати у видавництві «Література і мистецтво», до якого й подав свій рукопис. Проте в Головліті дозвіл на видання роман не одержав. Підмогильний навіть спеціально написав передмову до окремого видання, в якій намагався дещо змістити акценти твору й довести потребу його для сучасного читача. Але й це не допомогло, а після арешту Підмогильного публікація будь-яких його творів стала неможливою.
Проте, як і інші твори письменника, роман «Невеличка драма» виходив друком за кордоном, а саме у Франції: спершу в газеті «Українське слово», а 1956 року — окремим виданням..
1991 року роман увійшов до першого великого вибраного творів В. Підмогильного, що було видане в Україні. 2003 року у виданні під назвою «Досвід кохання і критика чистого розуму» з серії видавництва «Факт» «Текст і контекст» було опубліковано текст роману та статті про нього. У 2014 році роман був перевиданий у видавництві Знання у серії Скарби.

## Тематика та герої роману
«Невеличка драма» розглядається українським літературознавством як роман інтелектуальний, тобто роман з філософським підтекстом. Разом з романами Домонтовича «Дівчина з ведмедиком» та «Доктор Серафікус» роман Підмогильного «Невеличка драма» є одним з перших інтелектуальних романів, які й започаткували цей жанр в українській літературі.
Головними темами роману є мікросвіт людини та її оточення, національна ідентичність, проблема українізації, конфлікт між розумом та почуттям, коханням та прагматизмом. Водночас Підмогильний демонструє в романі згубний вплив міщанства на духовний світ особистості, заторкує теми тоталітаризму, загальної механізації та відчуження особистості в механізованому, індустріальному суспільстві. Роман є також своєрідним документом життя в радянській Україні 1920-х років ХХ ст.
Визначальним в структурі роману є бінарні опозиції. Вже самі головні герої твору — Марта Висоцька та Юрій Славенко — є цілком різними людьми, з відмінною життєвою філософією. Марта — колишня сільська дівчина, яка виконує нескладну сектретарську роботу й почувається самотньою в місті, яке нещадно її переслідує. Марта є сильною особистістю, вона занурена у внутрішній світ, чуттєво освоює дійсність, прагне до романтичного життя.
Марті протистоять колишній кооператор, співробітник Махортресту Безпалько, який втілює міщанство, а також представники нового покоління людей, вихованого більшовицьким режимом, Стайничий і Славенко. Начальник Марти, Дмитро Стайничий є інтерпретатором, виконавцем ідеологічних гасел комуністичної партії, людиною, що позбавлена власної думки і розвинутих почуттів. Натомість Юрій Славенко — породження індустріалізованої доби, науковець, особистість з механістичним світобаченням. Цей молодий винахідник і професор біохімії прагне створити штучний білок і штучний інтелект, а тому в житті намагається все звести до раціональних причин. Кохання і навіть мистецтво є нераціональними, а отже, з його погляду непотрібними. Для Славенка кохання до Марти є відхиленням від норми, а тому з часом він повністю позбувається свого почуття. Він обирає Ірен Маркевич, міщанку, здатну пристосовуватись навіть до ворожої їй українізації.

## Відгуки
- Теорія протеїнів чи роман про кохання, — що ж таке, зрештою, «Невеличка драма»? (Юрій Шерех, с. 334[6])
- Роман Підмогильного спрямований не проти совєтської влади як такої, а проти ширшого об'єкта, якого частиною тільки є совєтська система. Проти технізованої доби в житті людства. (Юрій Шерех, с. 339)
- У «Невеличкій драмі» Підмогильного Марта є жертвою літератури. Спочатку вона жде літературного кохання. Потім прагне кинути виклик літературі — зробити щось таке, чого література ще не описала… звільнення від літератури розчавило Марту. Воно стало одночасно втратою ілюзій і кохання. (Соломія Павличко, с. 372)
- Повість написана надзвичайно економно в художніх засобах. Добрі три чверті твору відбуваються в чотирьох стінах Мартиної кімнати, коло дійових осіб обмежене, але ж який широкий круг явищ психологічного порядку, явищ типових для совєтської дійсності, розкрив письменник. (Юрій Бойко, с. 329).
- Спроможність Марти не відкинути саму себе, а прийняти, осягнути новий досвід — й інтегрувати його у свою особистість, постає як оздоровча в романі. (…) Саме тому драма у «Невеличкій драмі» — невеличка. Не тільки через її дотичність до досвідів минулих поколінь, не тільки через повторюваність, навіть в межах досвіду тієї самої людини. А тому, що вона більше не є руйнівною — для жінки. (Наталія Монахова, с. 389)